# 2-cloroheptano
El 2-cloroheptano, también llamado cloruro de 2-heptilo, es un compuesto orgánico de fórmula molecular C7H15Cl. Es un haloalcano lineal de siete carbonos con un átomo de cloro unido al carbono 2 de la cadena carbonada. Este carbono es asimétrico, por lo que existen dos enantiómeros de este compuesto.

## Propiedades físicas y químicas
A temperatura ambiente, el 2-cloroheptano es un líquido con una densidad aproximada de 0,870 g/cm³. Su punto de ebullición es de 150 °C y su punto de fusión -63,7 °C, siendo estos valores estimados.
El valor del logaritmo de su coeficiente de reparto, logP ≃ 3,97, denota que es mucho más soluble en disolventes apolares que en disolventes polares. Así, en agua es prácticamente insoluble, apenas 36 mg/L.

## Síntesis
El tratamiento de 1-hepteno con ácido clorhídrico en baja concentración conduce a la formación de una mezcla de 1-cloroheptano y 2-cloroheptano, siendo la proporción de este último del 92%. Además, la presencia de pentacarbonilo de hierro o cloruro de hierro (III) inhibe la formación del 1-cloroheptano.
La cloración de heptano con cloro, iniciada con luz, produce los cuatro isómeros de cloroheptano, 1-, 2-, 3- y 4-cloroheptano. La proporción de estos se ve directamente afectada por el uso de un disolvente u otro; en concreto, la mayor formación de 2-cloroheptano tiene lugar cuando no se utiliza ningún tipo de disolvente.
La reacción anterior puede también llevarse a cabo empleando cloruro de sulfurilo en benceno y como catalizador un complejo de cobalto (II)-porfirina, y se consigue, junto a 2-cloroheptano, 1-cloroheptano.
Otras vías de síntesis parten del 2-bromoheptano o del 2-iodoheptano. En este caso, el agente clorante es cloruro de antimonio (V) insertado en grafito, en tetraclorometano; o también cloruro de bismuto (III) en 1,2-dicloroetano. La reacción tiene lugar a temperatura ambiente.

## Usos
Se ha propuesto el empleo del 2-cloroheptano en disolventes que proporcionan polímeros de isobutileno. Al tener una menor solubilidad en agua que los hidrocarburos halogenados con uno o dos átomos de carbono, afectan en menor medida al medio ambiente.
También puede participar en la copolimerización de etileno con una o más α-olefinas.
Otra aplicación de este compuesto es en la fabricación de un cierto tipo de agente reforzador de secado de papel marrón, resistente a la humedad.